# Strzyga
Strzyga o Strzygoń è una categoria di demoni della mitologia slava.

## Descrizione
Secondo le leggende e il folklore popolare queste creature erano l'incarnazione delle anime di uomini morti per annegamento, di suicidi o, più spesso, di bambini nati morti. Secondo alcune versioni succhiavano il sangue degli uomini o ne divoravano le interiora, per cui si tratterebbe di figure affini a un'altra categoria di demoni slavi, i vampiri. Potevano essere uccisi trafiggendoli con un chiodo, decapitandoli o bruciandoli. Secondo altre leggende non erano creature malvagie, ma la loro apparizione di notte sotto forma di gufo sul tetto di una casa preannunciava la morte imminente di uno dei componenti della famiglia.
Il nome deriva probabilmente dal greco o dal latino strix (uccello notturno, gufo, barbagianni), come il termine strega nelle lingue romanze.